# Stenorhynchinae
Stenorhynchinae is een onderfamilie van kreeftachtigen uit de klasse van de Malacostraca (hogere kreeftachtigen).

## Geslacht
- Stenorhynchus Lamarck, 1818